# Bunty aur Babli
A Bunty Aur Babli (Hindi: बंटी और बब्ली, Urdu: بنٹی اور ببلی), 
egy  2005-ös,  bollywoodi film; rendezte: Shaad Ali; főszereplők:  Amitábh Baccsan, Abhisek Baccsan, és Ráni Mukherdzsi.

## Zene
Énekesek: Alisha Chinai, Shankar Mahadevan, Javed Ali, Udit Narayan, Sunidhi Chauhan, Nihira Joshi, Sonu Nigam, Mahalaxmi Iyer, Sowmya Raoh, Loy Mendonsa, Sukhwinder Singh, Jaspinder Narula és Blaaze 

### Dalok
1. "Dhadak Dhadak" – Udit Narayan, Sunidhi Chauhan, Nihira Joshi
2. "Chup Chup Ke" – Sonu Nigam, Mahalaxmi Iyer
3. "Nach Baliye" – Shankar Mahadevan, Somya Raoh, Loy Mendonsa
4. "Bunty Aur Babli" – Sukhwinder Singh, Jaspinder Narula, Shankar Mahadevan, Siddharth Mahadevan
5. "BnB" – Blaaze, Shankar Mahadevan, Loy Mendonsa
6. "Kajra Re" – Alisha Chinai, Shankar Mahadevan, Javed Ali

## Díjak
A filmet hét kategóriában nevezték Filmfare díjra, háromban nyert díjat: legjobb playback énekesnő, legjobb zenei rendezés, legjobb dalszöveg.
- legjobb film – Aditya Chopra
- legjobb színész – Abhishek Bachchan
- legjobb színésznő – Rani Mukerji
- legjobb férfi mellékszereplő – Amitabh Bachchan
- legjobb zenei rendezés – Shankar-Ehsaan-Loy
- legjobb női playback – Alisha Chinai for "Kajra Re"
- legjobb dalszöveg – Gulzar